# Chorwacja na Letnich Igrzyskach Olimpijskich 2020
Chorwację na Letnich Igrzyskach Olimpijskich 2020 reprezentowało 60 zawodników : 40 mężczyzn i 25 kobiet. Był to 8 start reprezentacji Chorwacji na letnich igrzyskach olimpijskich.

## Zdobyte medale[3]
| Medal  | Zawodnik                         | Dyscyplina          | Konkurencja                  | Rezultat                                                                        | Data       |
| ------ | -------------------------------- | ------------------- | ---------------------------- | ------------------------------------------------------------------------------- | ---------- |
| Złoto  | Matea Jelić                      | Taekwondo           | kategoria do 67 kg kobiet    | W finale pokonała reprezentantkę Wielkiej Brytanii Lauren Williams              | 26 lipca   |
| Złoto  | Martin Sinković, Valent Sinković | Wioślarstwo         | Dwójka bez sternika mężczyzn | 6:15,29                                                                         | 29 lipca   |
| Złoto  | Nikola Mektić, Mate Pavić        | Tenis ziemny        | gra podwójna mężczyzn        | W finale pokonali swoich rodaków Čilić / Dodig                                  | 30 lipca   |
| Srebro | Marin Čilić, Ivan Dodig          | Tenis ziemny        | gra podwójna mężczyzn        | W finałowym pojedynku ulegli rodakom Mektić / Pavić                             | 30 lipca   |
| Srebro | Tonči Stipanović                 | Żeglarstwo          | klasa Laser mężczyzn         | 82 pkt                                                                          | 1 sierpnia |
| Srebro | Tin Srbić                        | Gimnastyka sportowa | ćwiczenia na drążku mężczyzn | 14,900 pkt                                                                      | 3 sierpnia |
| Brąz   | Toni Kanaet                      | Taekwondo           | kategoria do 80 kg mężczyzn  | W pojedynku o brązowy medal pokonał reprezentanta Uzbekistanu Nikita Rafalovich | 26 lipca   |
| Brąz   | Damir Martin                     | Wioślarstwo         | jedynka mężczyzn             | 6:42,58                                                                         | 30 lipca   |

## Skład kadry

### Boks
| Zawodnik       | Konkurencja             | 1/16             | 1/8              | Ćwierćfinał      | Półfinał         | Finał            | Finał   | Źródło |
| Zawodnik       | Konkurencja             | Przeciwnik Wynik | Przeciwnik Wynik | Przeciwnik Wynik | Przeciwnik Wynik | Przeciwnik Wynik | Miejsce | Źródło |
| -------------- | ----------------------- | ---------------- | ---------------- | ---------------- | ---------------- | ---------------- | ------- | ------ |
| Luka Plantić   | waga półciężka mężczyzn | Al-Hindawi W 3-2 | Romero P 1-4     | NQ               | NQ               | NQ               | 9.      | [ 4 ]  |
| Nikolina Ćaćić | waga piórkowa kobiet    | Ramirez W 5-0    | Veyre P 0-5      | NQ               | NQ               | NQ               | 9.      | [ 5 ]  |

### Gimnastyka
| Zawodnik  | Konkurencja             | Kwalifikacje | Kwalifikacje | Finał  | Finał   | Źródło |
| Zawodnik  | Konkurencja             | Punkty       | Pozycja      | Punkty | Pozycja | Źródło |
| --------- | ----------------------- | ------------ | ------------ | ------ | ------- | ------ |
| Tin Srbić | ćwiczenia na drążku     | 14,633       | 3.           | 14,900 | srebro  | [ 6 ]  |
| Ana Đerek | ćwiczenia na równoważni | 11,633       | 74.          | NQ     | NQ      | [ 7 ]  |
| Ana Đerek | ćwiczenia wolne         | 12,433       | 58.          | NQ     | NQ      | [ 7 ]  |

### Judo
| Zawodnik      | Konkurencja | 1/16                | 1/8                 | Ćwierćfinał         | Półfinał            | Repasaże            | Finał / 3.miejsce   | Finał / 3.miejsce | Źródła |
| Zawodnik      | Konkurencja | Przeciwniczka Wynik | Przeciwniczka Wynik | Przeciwniczka Wynik | Przeciwniczka Wynik | Przeciwniczka Wynik | Przeciwniczka Wynik | Pozycja           | Źródła |
| ------------- | ----------- | ------------------- | ------------------- | ------------------- | ------------------- | ------------------- | ------------------- | ----------------- | ------ |
| Barbara Matić | -70 kg (k)  | Bye                 | Timo W 10-00        | Polleres P 00-01    | NQ                  | Bellandi W 10-00    | Tajmazowa P 000-101 | 5.                | [ 8 ]  |
| arla Prodan   | -78 kg (k)  | Peković W 01-00     | Antomarchi P 00-01  | NQ                  | NQ                  | NQ                  | NQ                  | 9.                | [ 9 ]  |
| Ivana Maranić | +78 kg (k)  | Jablonskytė P 00-11 | NQ                  | NQ                  | NQ                  | NQ                  | NQ                  | 17.               | [ 10 ] |

### Kajakarstwo
| Zawodnik              | Konkurencja   | Eliminacje | Eliminacje | Ćwierćfinały | Ćwierćfinały | Półfinały | Półfinały | Finał A/B | Finał A/B | Pozycja | Źródło |
| Zawodnik              | Konkurencja   | Czas       | Pozycja    | Czas         | Pozycja      | Czas      | Pozycja   | Czas      | Pozycja   | Pozycja | Źródło |
| --------------------- | ------------- | ---------- | ---------- | ------------ | ------------ | --------- | --------- | --------- | --------- | ------- | ------ |
| Anamaria Govorčinović | K-1 200 m (k) | 42,901     | 3.         | 43,307       | 3.           | NQ        | NQ        | NQ        | NQ        | NQ      | [ 11 ] |
| Anamaria Govorčinović | K-1 500 m (k) | 1:52,015   | 5.         | 1:53,967     | 4.           | NQ        | NQ        | NQ        | NQ        | NQ      | [ 11 ] |
| Vanesa Tot            | C-1 200 m (k) | 49,280     | 6.         | 48,375       | 5.           | NQ        | NQ        | NQ        | NQ        | NQ      | [ 11 ] |

### Kajakarstwo górskie
| Zawodnik       | Konkurencja | Eliminacje | Eliminacje | Eliminacje | Eliminacje | Eliminacje | Eliminacje | Półfinały | Półfinały | Finał | Finał   | Pozycja | Źródło |
| Zawodnik       | Konkurencja | P 1        | M.         | P 2        | M.         | Razem      | M.         | Czas      | Miejsce   | Czas  | Miejsce | Pozycja | Źródło |
| -------------- | ----------- | ---------- | ---------- | ---------- | ---------- | ---------- | ---------- | --------- | --------- | ----- | ------- | ------- | ------ |
| Matija Marinić | C-1 (m)     | 100,33     | 5.         | 101,66     | 5.         | 100,33     | 5.         | 109,94    | 11.       | NQ    | NQ      | 11.     | [ 12 ] |

### Karate
| Zawodnik    | Konkurencja            | Faza grupowa     | Faza grupowa     | Faza grupowa     | Faza grupowa     | Faza grupowa | Półfinały        | Finał            | Finał   | Źródło                             |
| Zawodnik    | Konkurencja            | Przeciwnik Wynik | Przeciwnik Wynik | Przeciwnik Wynik | Przeciwnik Wynik | Pozycja      | Przeciwnik Wynik | Przeciwnik Wynik | Pozycja | Źródło                             |
| ----------- | ---------------------- | ---------------- | ---------------- | ---------------- | ---------------- | ------------ | ---------------- | ---------------- | ------- | ---------------------------------- |
| Ivan Kvesić | powyżej 75 kg mężczyzn | Hamedi 3:2       | Ganjzadeh 1:3    | Gaysinsky 1:4    | Irr 3:1          | 3.           | NQ               | NQ               | 5.      | [ 13 ] [ 14 ] [ 15 ] [ 16 ] [ 17 ] |

### Kolarstwo

#### Kolarstwo szosowe
| Zawodnik    | Konkurencja                    | Czas | Pozycja | Źródło |
| ----------- | ------------------------------ | ---- | ------- | ------ |
| Josip Rumac | wyścig ze startu wspólnego (m) | DNF  | DNF     | [ 18 ] |

### Lekkoatletyka
Konkurencje biegowe
| Zawodnik            | Konkurencja | Finał   | Finał   | Źródło |
| Zawodnik            | Konkurencja | Wynik   | Miejsce | Źródło |
| ------------------- | ----------- | ------- | ------- | ------ |
| Matea Parlov Koštro | maraton (k) | 2:33:18 | 21.     | [ 19 ] |
| Bojana Bjeljac      | maraton (k) | 2:39:32 | 53.     | [ 19 ] |

Konkurencje techniczne
| Zawodnik         | Konkurencja        | Kwalifikacje | Kwalifikacje | Finał | Finał   | Źródło |
| Zawodnik         | Konkurencja        | Wynik        | Miejsce      | Wynik | Miejsce | Źródło |
| ---------------- | ------------------ | ------------ | ------------ | ----- | ------- | ------ |
| Filip Mihaljević | pchnięcie kulą (m) | 20,67        | 15.          | NQ    | NQ      | [ 20 ] |
| Ana Šimić        | skok wzwyż (k)     | 1,86         | 25.          | NQ    | NQ      | [ 21 ] |
| Sara Kolak       | rzut oszczepem (k) | NM           | -            | NQ    | NQ      | [ 22 ] |
| Sandra Perković  | rzut dyskiem (k)   | 63,75        | 3.           | 65,01 | 4.      | [ 23 ] |
| Marija Tolj      | rzut dyskiem (k)   | 61,48        | 13.          | NQ    | NQ      | [ 23 ] |

### Piłka wodna
- Reprezentacja mężczyzn

| - Marko Bijač - Marko Macan - Loren Fatović - Luka Lončar - Maro Joković - Luka Bukić - Ante Vukičević |  | - Andro Bušlje - Lovre Miloš - Josip Vrlić - Paulo Obradović - Xavier García Gadea - Ivan Marcelić |

| Drużyna   | Konkurencja      | Faza grupowa     | Faza grupowa     | Faza grupowa     | Faza grupowa     | Faza grupowa     | Faza grupowa | Ćwierćfinały     | Półfinały        | Finał mecz o 3. miejsce | Pozycja | Źródło               |
| Drużyna   | Konkurencja      | Przeciwnik Wynik | Przeciwnik Wynik | Przeciwnik Wynik | Przeciwnik Wynik | Przeciwnik Wynik | Pozycja      | Przeciwnik Wynik | Przeciwnik Wynik | Przeciwnik Wynik        | Pozycja | Źródło               |
| --------- | ---------------- | ---------------- | ---------------- | ---------------- | ---------------- | ---------------- | ------------ | ---------------- | ---------------- | ----------------------- | ------- | -------------------- |
| Chorwacja | turniej mężczyzn | Kazachstan 23:7  | Australia 8:11   | Czarnogóra 13:8  | Serbia 14:12     | Hiszpania 4:8    | 2.           | Węgry 11:15      | Czarnogóra 12:10 | Stany Zjednoczone 14:11 | 5.      | [ 24 ] [ 25 ] [ 26 ] |

### Pływanie
| Zawodnik        | Konkurencja          | Eliminacje | Eliminacje | Półfinał | Półfinał | Finał | Finał   | Źródło |
| Zawodnik        | Konkurencja          | Czas       | Miejsce    | Czas     | Miejsce  | Czas  | Miejsce | Źródło |
| --------------- | -------------------- | ---------- | ---------- | -------- | -------- | ----- | ------- | ------ |
| Nikola Miljenić | 50 m dowolnym (m)    | 22,14      | 19.        | NQ       | NQ       | NQ    | NQ      | [ 27 ] |
| Nikola Miljenić | 100 m dowolnym (m)   | 49,25      | 28.        | NQ       | NQ       | NQ    | NQ      | [ 28 ] |
| Nikola Miljenić | 100 m motylkowym (m) | 52,68      | 40.        | NQ       | NQ       | NQ    | NQ      | [ 29 ] |
| Ema Rajić       | 50 m dowolnym (k)    | 26,49      | 45.        | NQ       | NQ       | NQ    | NQ      | [ 30 ] |
| Ema Rajić       | 100 m klasycznym (k) | 1:10,02    | 33.        | NQ       | NQ       | NQ    | NQ      | [ 31 ] |

### Strzelectwo
| Zawodnik                    | Konkurencja                         | Kwalifikacje | Kwalifikacje | Finał | Finał   | Źródło        |
| Zawodnik                    | Konkurencja                         | Wynik        | Pozycja      | Wynik | Pozycja | Źródło        |
| --------------------------- | ----------------------------------- | ------------ | ------------ | ----- | ------- | ------------- |
| Petar Gorša                 | karabin pneumatyczny (m)            | 626,5        | 16.          | NQ    | NQ      | [ 32 ] [ 33 ] |
| Miran Maričić               | karabin pneumatyczny (m)            | 625,0        | 25.          | NQ    | NQ      | [ 32 ] [ 33 ] |
| Petar Gorša                 | karabin małokalibrowy 3 postawy (m) | 1176-70x     | 7.           | 427,2 | 5.      | [ 34 ] [ 35 ] |
| Miran Maričić               | karabin małokalibrowy 3 postawy (m) | 1178-66x     | 5.           | 416,2 | 6.      | [ 34 ] [ 35 ] |
| Snježana Pejčić             | karabin pneumatyczny (k)            | 622,6        | 31.          | NQ    | NQ      | [ 36 ] [ 37 ] |
| Snježana Pejčić             | karabin małokalibrowy 3 postawy (k) | 1169-52x     | 10.          | NQ    | NQ      | [ 38 ] [ 39 ] |
| Petar Gorša Snježana Pejčić | karabin pneumatyczny (mikst)        | 624,6        | 17.          | NQ    | NQ      | [ 40 ] [ 41 ] |
| Josip Glasnović             | trap (m)                            | 120          | 22.          | NQ    | NQ      | [ 42 ]        |

### Taekwondo
| Zawodnik       | Konkurencja     | 1/8              | Ćwierćfinał      | Półfinał         | Repesaż          | Finał/3.miejsce         | Finał/3.miejsce | Źródło |
| Zawodnik       | Konkurencja     | Przeciwnik Wynik | Przeciwnik Wynik | Przeciwnik Wynik | Przeciwnik Wynik | Przeciwnik Wynik        | Pozycja         | Źródło |
| -------------- | --------------- | ---------------- | ---------------- | ---------------- | ---------------- | ----------------------- | --------------- | ------ |
| Toni Kanaet    | -80 kg mężczyzn | Raúl Martínez P  | Chramcow P 0-22  | NQ               | Sawadogo W 30-10 | Rafalovich W 24-18      | brąz            | [ 43 ] |
| Ivan Šapina    | +80 kg mężczyzn | Sansores W 6-4   | Sun Hongyi P 6-8 | NQ               | NQ               | NQ                      | 9.              | [ 44 ] |
| Kristina Tomić | -49 kg kobiet   | Ramírez P 5-25   | NQ               | NQ               | NQ               | NQ                      | 11.             | [ 45 ] |
| Matea Jelić    | -67 kg kobiet   | Lee W 22-2       | Titoneli W 30-9  | McPherson W 15-4 | N/A              | Lauren Williams W 25-22 | złoto           | [ 46 ] |

### Tenis stołowy
| Zawodnik                                          | Konkurencja           | Eliminacje       | Runda 1          | Runda 2          | Runda 3          | 1/8 finału              | Ćwierćfinały     | Półfinały        | Finał            | Finał   | Źródło |
| Zawodnik                                          | Konkurencja           | Przeciwnik Wynik | Przeciwnik Wynik | Przeciwnik Wynik | Przeciwnik Wynik | Przeciwnik Wynik        | Przeciwnik Wynik | Przeciwnik Wynik | Przeciwnik Wynik | Pozycja | Źródło |
| ------------------------------------------------- | --------------------- | ---------------- | ---------------- | ---------------- | ---------------- | ----------------------- | ---------------- | ---------------- | ---------------- | ------- | ------ |
| Tomislav Pucar                                    | gra pojedyncza (m)    | N/A              | N/A              | Tokić P 0-4      | NQ               | NQ                      | NQ               | NQ               | NQ               | 33.     | [ 47 ] |
| Andrej Gaćina                                     | gra pojedyncza (m)    | Bye              | Fanny W 4-0      | Lebesson P 0-4   | NQ               | NQ                      | NQ               | NQ               | NQ               | 33.     | [ 47 ] |
| Tomislav Pucar Andrej Gaćina Frane Tomislav Kojić | turniej drużynowy (m) | N/A              | N/A              | N/A              | N/A              | Chińskie Tajpej · P 0-3 | NQ               | NQ               | NQ               | 9.      | [ 48 ] |

### Tenis ziemny
| Zawodnik                 | Konkurencja | Pierwsza runda                | Druga runda                         | Trzecia runda                              | Ćwierćfinały                            | Półfinały                          | Finał                               | Finał   | Źródło |
| Zawodnik                 | Konkurencja | Przeciwnik Wynik              | Przeciwnik Wynik                    | Przeciwnik Wynik                           | Przeciwnik Wynik                        | Przeciwnik Wynik                   | Przeciwnik Wynik                    | Pozycja | Źródło |
| ------------------------ | ----------- | ----------------------------- | ----------------------------------- | ------------------------------------------ | --------------------------------------- | ---------------------------------- | ----------------------------------- | ------- | ------ |
| Marin Čilić              | singiel (m) | Menezes W 2-1 (6:7, 7:5, 7:6) | Carreño-Busta P 1-2 (7:6, 4:6, 4:6) | NQ                                         | NQ                                      | NQ                                 | NQ                                  | 17.     | [ 49 ] |
| Nikola Mektić Mate Pavić | debel (m)   | N/A                           | Demoliner Melo W 2-0 (7:6, 6:4)     | Musetti Sonego W 1-2 (7:5, 6:7, 10:7)      | McLachlan Nishikori W 2-0 (6:3, 6:3)    | Krajicek Sandgren W 2-0 (6:4, 6:4) | Čilić Dodig W 2-1 (6:4, 3:6, 10:6)  | złoto   | [ 50 ] |
| Marin Čilić Ivan Dodig   | debel (m)   | N/A                           | Daniel Nishioka W 2-0 (6:2, 6:4)    | Ram Tiafoe W 1-2 (6:3, 7:5)                | Murray Salisbury W 2-1 (4:6, 7:6, 10:7) | Daniell Venus W 2-0 (6:2, 6:2)     | Mektić Pavić P 1-2 (4:6, 6:3, 6:10) | srebro  | [ 50 ] |
| Donna Vekić              | singiel (k) | Garcia W 2-1 (6:2, 6:7, 6:3)  | Sabalenka W 2-1 (6:4, 3:6, 7:6)     | Rybakina P 0-2 (6:7, 4:6)                  | NQ                                      | NQ                                 | NQ                                  | 9.      | [ 51 ] |
| Darija Jurak Ivan Dodig  | mikst       | N/A                           | N/A                                 | Pawluczenkowa Rublow P 1-2 (6:4, 3:6, 6:7) | NQ                                      | NQ                                 | NQ                                  | 9.      | [ 52 ] |

### Wioślarstwo
| Zawodnik                        | Konkurencja | Eliminacje | Eliminacje | Repasaż | Repasaż | Ćwierćfinały | Ćwierćfinały | Półfinały            | Półfinały | Finał           | Finał | Miejsce | Źródło |
| Zawodnik                        | Konkurencja | Czas       | M.         | Czas    | M.      | Czas         | M.           | Czas                 | M.        | Czas            | M.    | Miejsce | Źródło |
| ------------------------------- | ----------- | ---------- | ---------- | ------- | ------- | ------------ | ------------ | -------------------- | --------- | --------------- | ----- | ------- | ------ |
| Damir Martin                    | M1x         | 7:09,17    | 1.         | N/A     | N/A     | 7:17,71      | 1.           | 6:45,27 Półfinał A/B | 2.        | 6:42,58 Finał A | 3.    | brąz    | [ 53 ] |
| Martin Sinković Valent Sinković | M2-         | 6:32,41    | 1.         | N/A     | N/A     | N/A          | N/A          | 6:15,63              | 1.        | 6:15,29 Finał A | 1.    | złoto   | [ 54 ] |

### Zapasy
| Zawodnik       | Konkurencja                    | Kwalifikacje     | 1/8               | Ćwierćfinał      | Półfinał         | Repesaż 1        | Finał              | Finał   | Źródło |
| Zawodnik       | Konkurencja                    | Przeciwnik Wynik | Przeciwnik Wynik  | Przeciwnik Wynik | Przeciwnik Wynik | Przeciwnik Wynik | Przeciwnik Wynik   | Pozycja | Źródło |
| -------------- | ------------------------------ | ---------------- | ----------------- | ---------------- | ---------------- | ---------------- | ------------------ | ------- | ------ |
| Božo Starčević | -77 kg mężczyzn styl klasyczny | N/A              | Mnacakanian W 3-1 | Garaji P 5-5     | NQ               | NQ               | NQ                 | 8.      | [ 55 ] |
| Ivan Huklek    | -87 kg mężczyzn styl klasyczny | N/A              | Stefanowicz W 5-3 | Assakałow W 4-1  | Bełeniuk P 1-7   | N/A              | Datunaszwili P 1-6 | 5.      | [ 56 ] |

### Żeglarstwo
| Zawodnik                     | Konkurencja  | Wyścig | Wyścig | Wyścig | Wyścig | Wyścig | Wyścig | Wyścig | Wyścig | Wyścig | Wyścig | Wyścig | Wyścig | Wyścig | Punkty | Finałowa pozycja | Źródło |
| Zawodnik                     | Konkurencja  | 1      | 2      | 3      | 4      | 5      | 6      | 7      | 8      | 9      | 10     | 11     | 12     | M*     | Punkty | Finałowa pozycja | Źródło |
| ---------------------------- | ------------ | ------ | ------ | ------ | ------ | ------ | ------ | ------ | ------ | ------ | ------ | ------ | ------ | ------ | ------ | ---------------- | ------ |
| Jelena Obłowa                | Laser Radial | 11     | 2      | 13     | 41     | 16     | 15     | 7      | 21     | 18     | 23     | N/A    | N/A    | NQ     | 126    | 12.              | [ 57 ] |
| Tonči Stipanović             | Laser        | 15     | 6      | 3      | 22     | 13     | 4      | 5      | 11     | 7      | 10     | N/A    | N/A    | 8      | 82     | srebro           | [ 58 ] |
| Šime Fantela Mihovil Fantela | 49er         | 4      | 14     | 8      | 13 STP | 13     | 6      | 14     | 3      | 20 DSQ | 1      | 10     | 2      | 18     | 106    | 8.               | [ 59 ] |

M – Wyścig medalowy